# Nicolaus Erici Feltström
Nicolaus Erici Feltström, född 15 december 1708 i Gudmundrå socken, död 3 september 1785 i Lits socken, var en svensk präst och riksdagsledamot.

## Biografi
Nicolaus Erici Feltström var son till bonden i Västra Fälle i Gudmundrå, Erik Jönsson och systerson till kyrkoherden Nicolaus Jacobi Nenzelius från Nensjö i samma socken. Morbrodern ifråga, som vid tiden var lektor i Härnösand, blev hans uppfostrare och gav honom utbildning, innan han 1726 inskrevs vid Uppsala universitet. Studierna varvades med tjänst som informator i Olof Tilas hem. Han disputerade första gången för Matthias Asp med De usu archaiologias Romanæ in sacris, och andra gången 1737 för Andreas Boberg med De origine ritus nudandi pedes in locis sacris, för vilket han promoverades till magister. Han fick därefter plats vid Härnösands skola där han undervisade tills han tog prästexamen 1750, varpå han 1751 utsågs till kyrkoherde i Lits socken. 1764 blev han kontraktsprost.
Feltström var ombud vid riksdagen 1765–1766.
Hans hustru, som han gifte sig med 1751, Anna Medén var dotterdotter till Ericus Olai Huss och dotterdotterdotter till Johannes Olai Drake.